# Виктор Влад Деламарина (Тимиш)
Виктор Влад Деламарина (рум. Victor Vlad Delamarina) насеље је у Румунији у округу Тимиш у општини Виктор Влад Деламарина. Oпштина се налази на надморској висини од 139 m.

## Прошлост
По "Румунској енциклопедији" место звано "Мало Село" датира из 1717. године. Тада су Аустријанци пописали 60 домова у њему. У Деламарини је 1870. године рођен румунски песник Виктор Влад. Виктор је умро млад већ 1896. године. У међуратном периоду насеље је добио име по њему.
Аустријски царски ревизор Ерлер је 1774. године констатовао да место "Сатулмик" припада округу и дистрикту Лугож. Становништво је било претежно влашко.

## Становништво
Према подацима из 2002. године у насељу је живело 2913 становника.

### Попис2002.
| Расподела становништва по националности 2002.‍ | Расподела становништва по националности 2002.‍ | Расподела становништва по националности 2002.‍ | Расподела становништва по националности 2002.‍ | Расподела становништва по националности 2002.‍ |
| --------------------------------------------- | --------------------------------------------- | --------------------------------------------- | --------------------------------------------- | --------------------------------------------- |
|                                               |                                               |                                               |                                               |                                               |
| Румуни                                        | Румуни                                        |                                               | 2.107                                         | 72,4%                                         |
| Мађари                                        | Мађари                                        |                                               | 43                                            | 1,5%                                          |
| Роми                                          | Роми                                          |                                               | 73                                            | 2,5%                                          |
| Украјинци                                     | Украјинци                                     |                                               | 569                                           | 19,5%                                         |
| Немци                                         | Немци                                         |                                               | 81                                            | 2,8%                                          |
| други                                         | други                                         |                                               | 38                                            | 1,3%                                          |

### Хронологија
| Година       | 1992 | 1993 | 1994 | 1995 | 1996 | 1997 | 1998 | 1999 | 2000 | 2001 | 2002 | 2003 | 2004 | 2005 | 2006 | 2007 | 2008 | 2009 | 2010 | 2011 | 2012 | 2013 | 2014 | 2015 | 2016 | 2017 |
| ------------ | ---- | ---- | ---- | ---- | ---- | ---- | ---- | ---- | ---- | ---- | ---- | ---- | ---- | ---- | ---- | ---- | ---- | ---- | ---- | ---- | ---- | ---- | ---- | ---- | ---- | ---- |
| Становништво | 2717 | 2687 | 2702 | 2668 | 2771 | 2785 | 2786 | 2782 | 2775 | 2753 | 2768 | 2752 | 2771 | 2761 | 2751 | 2760 | 2773 | 2803 | 2819 | 2811 | 2803 | 2821 | 2833 | 2862 | 2829 | 2833 |